# Codi ètic
Un codi ètic o codi deontològic és un recull (quasi sempre en forma de document), d'un conjunt més o menys ampli de criteris, dictats per la deontologia amb normes i valors que formulen i assumeixen aquells que porten a terme correctament una activitat professional. Els codis deontològics s'ocupen dels aspectes ètics de l'exercici de la professió que regulen. Aquests codis cada vegada són més freqüents en tot tipus activitats.
Els codis deontològics potser siguin els mecanismes d'autoregulació més coneguts que es poden posar en marxa en l'àmbit de la comunicació social, la psicologia, la medicina, entre altres professions, però no són l'únic instrument: llibres d'estil, estatuts de redacció, convenis, etc., tots contribueixen al fet que una comunitat professional fixi els seus propis límits, en molts països aquesta regulació és a través de col·legis professionals.
Tota comunitat professional tracta de mantenir determinats nivells d'exigència, de competència i de qualitat en el treball. Per això, controla i supervisa, d'alguna manera, la integració de nous membres i l'adequat exercici de les tasques pròpies de la seva professió. En aquest sentit, algunes professions elaboren codis professionals on s'especifiquen consideracions morals sobre aspectes complexos de la vida professional i on, generalment, es preveuen sancions per al cas suposat que algú violi obertament l'esperit d'aquest codi deontològic.
Per descomptat, els codis deontològics no sempre es compleixen, i encara que es respectin, no queda molt clar qui està encarregat de vetllar pel seu compliment ni quines són les sancions per als qui els vulnerin, ni qui ha d'imposar-les. Per mantenir el compliment del codi deontològic de les diferents professions és habitual la creació d'un col·legi professional. Les normes dictades en el codi deontològic són prèviament pactades i aprovades de manera comuna i unànime per tots els membres de la professió per la qual s'elaboren. Són, per tant, pautes de conducta a seguir amb l'objectiu de realitzar un determinat treball de forma correcta, adequada i eficient.
No s'ha de confondre la deontologia amb els codis deontològics. La deontologia té un caràcter més ampli, i pot incloure normes que no figurin en cap codi particular. El codi deontològic és l'aplicació de la deontologia a un camp concret.